# Domenico Gagini
Domenico Gagini (Bissone, 1449 - 1492) est un sculpteur italien du XVe siècle.

## Biographie
Fils de Pietro Gagini, Domenico appartient à la famille Gagini de sculpteurs et de peintres qui œuvrèrent tout au long de la fin du Moyen Âge et pendant la Renaissance. On recense pour la première fois un Gagini à Gênes, au début du XVe siècle : il s'agissait du grand-père de Domenico, Beltrame Gagini, et de ses trois fils Pietro, Giovanni et Pace.
Domenico Gagini fut le premier sculpteur de sa famille à atteindre une renommée internationale. Après des études menées à Florence auprès de Filippo Brunelleschi, il revint à Gênes en 1447 et y travailla sur le dôme de l'église Saint Jean-Baptiste. En 1457, on retrouve sa trace à Naples, où il s'était mis au service du roi d'Espagne. En 1463 il arriva à Palerme, en Sicile. C'est là-bas que lui, et plus tard certains de ses descendants comme Antonio et Antonello, devaient exercer une influence considérable sur la vie artistique locale.
L'une des réalisations les plus remarquables de Domenico Gagini est la décoration du chœur de la cathédrale de Palerme.